# Highland (Kalifornien)
Highland ist eine Stadt im Südwesten des San Bernardino County im US-Bundesstaat Kalifornien.
Das Stadtgebiet hat eine Größe von 35,7 Quadratkilometern.

## Demographie
Nach der im Jahr 2010 erhobenen Volkszählung lebten 53.103 Menschen in Highland. Zehn Jahre zuvor, im Jahr 2000, waren es noch rund 44.600, womit die Bevölkerung des Ortes binnen eines Jahrzehnts somit um mehr als 8000 anstieg. Hauptverantwortlich für diesen Zuwachs an der Stadtbevölkerung ist die starke Zuwanderung von Latinos in ganz Südkalifornien, die heute fast die Hälfte der Gesamtbevölkerung stellen. Während Afroamerikaner und weitere ethnische Gruppen Minderheiten darstellen, besteht die übrige Hälfte der Stadtbevölkerung aus nicht-lateinamerikanischen Weißen. Die Volkszählung ergab außerdem, dass 2010 15.471 Haushalte in der Stadt existierten sowie dass auf 100 Frauen 95,1 Männer kamen.
Das U.S. Census Bureau hat bei der Volkszählung 2020 eine Einwohnerzahl von 56.999 ermittelt.

## Persönlichkeiten
- Andrew Gebara (* um 1969), Generalleutnant der United States Air Force